# NGC 5403
NGC 5403 (другие обозначения — UGC 8919, IRAS13577+3825, MCG 6-31-41, VV 310, ZWG 191.29, PGC 49820) — спиральная галактика с перемычкой (SBb) в созвездии Гончие Псы.
Этот объект входит в число перечисленных в оригинальной редакции «Нового общего каталога».